# Cents-Tunnel
Der Cents-Tunnel (luxemburgisch Tunnel Cents) ist ein 310 Meter langer Straßentunnel im Verlauf der Luxemburger Autouroute 1 (gleichzeitig Teil des Contournement de Luxembourg), gelegen zwischen den Aus-/Einfahrten Nr. 8 Plateau de Kirchberg und Nr. 7 Sandweiler (Turbo-Kreisel Irrgärtchen).

## Geografie
Der Tunnel, der vollständig auf dem Gebiet der Stadt Luxemburg verläuft, wurde bis 1996 in offener Bauweise erstellt und dann eingehaust, um die Anwohner des sehr dicht neben der Autobahn gelegenen Stadtteils Cents vor Lärm und Abgasen zu schützen. Auf dem „Dach“ des Tunnels sind heute nur eine große Wiese und einige Einrichtungen der Tunnelbe- und -entlüftung zu sehen, 
Die Zufahrt zum bzw. aus dem Nordportal wird über zwei Talbrücken Viaduc de Neudorf (150 m bzw. 250 m lang) realisiert.
Aufgrund der hohen Verkehrsbelastung und der Lage zwischen den beiden neuralgisch überlasteten Ein-/Ausfahrten ist der Tunnel berüchtigt für seine Stauanfälligkeit.

## Sanierung
In 2012 mussten zahlreiche in den Tunnelwänden aufgetretene Risse aufwändig in einer fünfmonatigen Bauphase saniert werden; gleichzeitig hat die Administration des Ponts et Chaussées die Tunneltechnik auf den aktuellen Stand gebracht.